# Gobierno de Luis Arce
El Gobierno constitucional de Luis Arce Catacora comenzó oficialmente el 8 de noviembre de 2020. Fue elegido mediante las urnas en las elecciones generales de Bolivia de 2020.

## Transmisión de mando
La transmisión del mando presidencial entre el Gobierno saliente de Jeanine Áñez y el Gobierno entrante de Luis Arce, empezó a partir del 26 de octubre de 2020 y finalizó el 8 de noviembre de ese año con la investidura presidencial (acto de posesión) del nuevo presidente electo en la ciudad de La Paz.
La transmisión de mando presidencial comenzó una vez que de manera oficial el Tribunal Supremo Electoral (TSE) reconociera los resultados finales y oficiales que daban la victoria al binomio ganador de Luis Arce Catacora y David Choquehuanca Céspedes en primera vuelta durante las elecciones generales de Bolivia de 2020. Cabe mencionar que el traspaso del poder gubernamental finalizó con el acto de posesión, el cual fue el punto inicial del comienzo del periodo presidencial de cinco años que comprende desde el 8 de noviembre de 2020 hasta el 8 de noviembre de 2025.

## Investidura presidencial
En una ceremonia privada, Luis Arce y David Choquehuanca, el binomio de MAS ganador de las Elecciones generales de Bolivia de 2020 fueron posesionados el 6 de noviembre de 2020, de forma simbólica, como mandatarios del Estado Plurinacional de Bolivia, en Tiahuanaco.
El acto de posesión como presidente de Bolivia y vicepresidente de Bolivia se realizó de manera oficial el 8 de noviembre de 2020 en la ciudad de La Paz (sede de gobierno de Bolivia). En el acto de posesión se registraron algunos enfrentamientos contra activistas que desconocían los resultados de Elecciones generales de Bolivia de 2020. En la ceremonia asistieron autoridades nacionales e internacionales y a su vez exautoridades nacionales, entre ellos los siguientes:

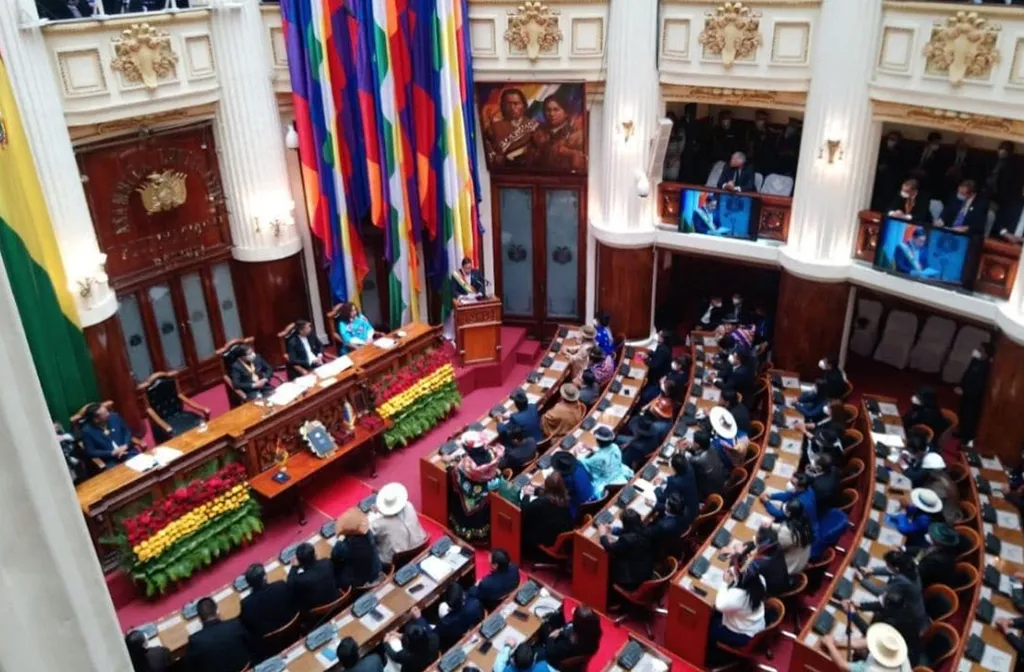
Ceremonia de investidura presidencial de Luis Arce.

### Autoridades y exautoridades nacionales
- El expresidente de Bolivia Eduardo Rodríguez Veltzé asistió al acto de posesión.[6]
- El expresidente de Bolivia y excandidato por Comunidad Ciudadana en las Elecciones generales de Bolivia de 2020, Carlos Mesa asistió al acto de posesión como una protesta por las medidas del Movimiento al Socialismo por la supresión de los 2/3 en la Asamblea Legislativa.[7]
- El presidente del Tribunal Supremo Electoral, Salvador Romero asistió al acto de posesión.

### Autoridades internacionales
- Argentina: El presidente Alberto Fernández asistió al acto de posesión de Luis Arce.[8]
- Colombia: El presidente Iván Duque
 asistió al acto de posesión del nuevo presidente con la meta de fortalecer la Comunidad Andina.[9]
- Venezuela: El presidente Nicolás Maduro confirmó su asistencia a la transmisión, pero poco después declinó su asistencia, yendo en su lugar el canciller Jorge Arreaza.[10]
- España: El rey Felipe VI de España y el vicepresidente segundo del Gobierno Pablo Iglesias Turrión arribaron el país el 7 de noviembre de 2020 para el acto de posesión, fue declarado "Huésped Ilustre".[11]
- Chile: El presidente Sebastián Piñera confirmó su asistencia a la transmisión, pero poco después declinó su asistencia yendo en su lugar el canciller Andrés Allamand.[10]
- Uruguay: El canciller Francisco Bustillo asistió al acto de posesión.[10]
- Paraguay: El presidente Mario Abdo Benítez asistió al acto de posesión de Luis Arce a su vez para mantener una reunión con su colega mandatario, Iván Duque Márquez.[10]
- Perú: El presidente del Consejo de Ministros de Perú, Walter Martos asistió al acto de posesión.[10]
- Irán: El canciller Mohammad Yavad Zarif asistió al acto de posesión.[10]
- Estados Unidos: El presidente, Donald Trump anunció el envío de una delegación encabezada por el subsecretario del Tesoro para Asuntos Internacionales, Brent McIntosh al acto de posesión.[12]
- México: El presidente, Andrés Manuel López Obrador, envió en su representación al exdiputado y presidente del partido Morena, Mario Delgado Carrillo.[13]

## Gabinete Ministerial

### Ministerios
El 9 de noviembre de 2020, el presidente Luis Arce posesiona a los nuevos ministros del Estado Plurinacional de Bolivia. El 13 de noviembre de 2020 se crea por decreto supremo el Ministerio de Culturas, Descolonización y Despatriarcalización en el decreto Decreto Supremo N.º 4393 y el 20 de noviembre de 2020 se posesiona a la nueva autoridad.
| N.º | Ministerio                                                  | Ministro                       | Periodo                                           |
| --- | ----------------------------------------------------------- | ------------------------------ | ------------------------------------------------- |
| 1   | Relaciones Exteriores                                       | Rogelio Mayta                  | 9 de noviembre de 2020 - 27 de noviembre de 2023  |
| 1   | Relaciones Exteriores                                       | Celinda Sosa Lunda             | 27 de noviembre de 2023 - Actualidad              |
| 2   | Presidencia                                                 | María Nela Prada Tejada        | 9 de noviembre de 2020 - Actualidad               |
| 3   | Gobierno                                                    | Eduardo Del Castillo           | 9 de noviembre de 2020 - Actualidad               |
| 4   | Defensa                                                     | Edmundo Novillo Aguilar        | 9 de noviembre de 2020 - Actualidad               |
| 5   | Economía y Finanzas Públicas                                | Marcelo Montenegro             | 9 de noviembre de 2020 - Actualidad               |
| 6   | Planificación del Desarrollo                                | Gabriela Mendoza Gumiel        | 9 de noviembre de 2020 - 9 de junio de 2022       |
| 6   | Planificación del Desarrollo                                | Sergio Cusicanqui Loayza       | 9 de junio de 2022 - Actualidad                   |
| 7   | Hidrocarburos y Energías                                    | Franklin Molina Ortiz          | 9 de noviembre de 2020 - 12 de agosto de 2024     |
| 7   | Hidrocarburos y Energías                                    | Alejandro Gallardo Valdivieso  | 12 de agosto de 2024 - Actualidad                 |
| 8   | Desarrollo Productivo y Economía Plural                     | Néstor Huanca Chura            | 9 de noviembre de 2020 - Actualidad               |
| 9   | Obras Públicas, Servicios y Vivienda                        | Edgar Montaño Rojas            | 9 de noviembre de 2020 - Actualidad               |
| 10  | Minería y Metalurgia                                        | Ramiro Villavicencio           | 9 de noviembre de 2020 - Actualidad               |
| 11  | Justicia y Transparencia Institucional                      | Iván Lima Magne                | 9 de noviembre de 2020 - 26 de septiembre de 2024 |
| 11  | Justicia y Transparencia Institucional                      | Cesar Siles                    | 26 de septiembre de 2024 - Actualidad             |
| 12  | Trabajo, Empleo y Previsión Social                          | Verónica Navia Tejada          | 9 de noviembre de 2020 - 12 de agosto de 2024     |
| 12  | Trabajo, Empleo y Previsión Social                          | Hérlan Rodríguez (+)           | 12 de agosto de 2024 - 21 de junio de 2025        |
| 13  | Salud y Deportes                                            | Edgar Pozo Valdivia            | 9 de noviembre de 2020 - 16 de enero de 2021      |
| 13  | Salud y Deportes                                            | Jeyson Marcos Auza Pinto       | 16 de enero de 2021 - 2 de junio de 2023          |
| 13  | Salud y Deportes                                            | María Renée Castro             | 2 de junio de 2023 - Actualidad                   |
| 14  | Medio Ambiente y Agua                                       | Juan Santos Cruz               | 9 de noviembre de 2020 - Actualidad               |
| 15  | Educación                                                   | Adrián Quelca                  | 9 de noviembre de 2020 - 19 de noviembre de 2021  |
| 15  | Educación                                                   | Edgar Pary Chambi              | 19 de noviembre de 2021 - Actualidad              |
| 16  | Desarrollo Rural y Tierras                                  | Wilson Cáceres Cárdenas        | 9 de noviembre de 2020 - 1 de diciembre de 2020   |
| 16  | Desarrollo Rural y Tierras                                  | Edwin Ronal Characayo Villegas | 1 de diciembre de 2020 - 14 de abril de 2021      |
| 16  | Desarrollo Rural y Tierras                                  | Remmy Rubén Gonzáles Atila     | 20 de abril de 2021 - 12 de agosto de 2024        |
| 16  | Desarrollo Rural y Tierras                                  | Juan Flores                    | 12 de agosto de 2024 - Actualidad                 |
| 17  | Culturas, Descolonización y Despatriarcalización de Bolivia | Sabina Orellana Cruz           | 20 de noviembre de 2020 - Actualidad              |

### Viceministerios
| N.º | Viceministerio                                                               | Viceministro                        | Periodo                                            |
| --- | ---------------------------------------------------------------------------- | ----------------------------------- | -------------------------------------------------- |
| 1   | Relaciones Exteriores                                                        | Erwin Freddy Mamani Machaca         | 4 de diciembre de 2020 - Actualidad                |
| 2   | Comercio Exterior e Integración                                              | Benjamín Juan Carlos Blanco Ferri   | 1 de diciembre de 2020 - Actualidad                |
| 3   | Gestión Institucional y Consular                                             | Eva Gloria Chuquimia Mamani         | 1 de diciembre de 2020 - Actualidad                |
| 4   | Coordinación y Gestión Gubernamental                                         | Freddy Bobaryn López                | 13 de noviembre de 2020 - Actualidad               |
| 5   | Coordinación con Movimientos Sociales y Sociedad Civil                       | Juan Wilfredo Villca Flores         | 12 de noviembre de 2020 - Actualidad               |
| 6   | Autonomías                                                                   | David Pérez Rapu                    | 24 de noviembre de 2020 - 14 de mayo de 2021       |
| 6   | Autonomías                                                                   | Álvaro Horacio Ruiz García          | 14 de mayo de 2021 - Actualidad                    |
| 7   | Comunicación                                                                 | Gabriela Alcón Merubia              | 12 de noviembre de 2020 - Actualidad               |
| 8   | Régimen Interior y Policía                                                   | Emilio Rodas Panique                | 19 de noviembre de 2020 - 28 de junio de 2021      |
| 8   | Régimen Interior y Policía                                                   | Nelson Marcelo Cox Mayorga          | 28 de junio de 2021 - 10 de enero de 2022          |
| 9   | Seguridad Ciudadana                                                          | Gonzalo David Lazcano Murillo       | 19 de noviembre de 2020 - 7 de abril de 2021       |
| 9   | Seguridad Ciudadana                                                          | Roberto Ríos Sanjinés               | 7 de abril de 2021 - Actualidad                    |
| 10  | Defensa Social y Sustancias Controladas                                      | Jaime Mamani Espíndola              | 13 de noviembre de 2020 - Actualidad               |
| 11  | Defensa Civil                                                                | Juan Carlos Calvimontes Camargo     | 12 de noviembre de 2020 - Actualidad               |
| 12  | Defensa y Cooperación al Desarrollo Integral                                 | José Manuel Puente Guarachi         | 17 de noviembre de 2020 - Actualidad               |
| 13  | Lucha Contra el Contrabando                                                  | Gonzalo Renán Rodríguez Fernández   | 17 de noviembre de 2020 - 27 de febrero de 2021    |
| 13  | Lucha Contra el Contrabando                                                  | Daniel Pedro Vargas Carrasco        | 23 de abril de 2021 - Actualidad                   |
| 14  | Presupuesto y Contabilidad Fiscal                                            | Zenón Pedro Mamani Ticona           | 12 de noviembre de 2020 - Actualidad               |
| 15  | Política Tributaria                                                          | Jhonny Cristian Morales Coronel     | 12 de noviembre de 2020 - Actualidad               |
| 16  | Pensiones y Servicios Financieros                                            | Ivette Espinoza Vásquez             | 12 de noviembre de 2020 - Actualidad               |
| 17  | Viceministerio del Tesoro y Crédito Público                                  | Sergio Armando Cusicanqui Loayza    | 12 de noviembre de 2020 - Actualidad               |
| 18  | Planificación y Coordinación                                                 | Diego Pacheco Balanza               | 10 de diciembre de 2020 - 12 de abril de 2021      |
| 18  | Planificación y Coordinación                                                 | Marcelo Laura Guarachi              | 16 de abril de 2021 - Actualidad                   |
| 19  | Planificación Estratégica del Estado                                         | Huáscar Américo Ajata Guerrero      | 11 de enero de 2021 - Actualidad                   |
| 20  | Inversión Pública y Financiamiento Externo                                   | Harley Rodríguez Téllez             | 10 de diciembre de 2020 - 12 de marzo de 2021      |
| 20  | Inversión Pública y Financiamiento Externo                                   | Carlos David Guachalla Terrazas     | 16 de abril de 2021 - Actualidad                   |
| 21  | Exploración y Explotación de Hidrocarburos                                   | Luis Alberto Poma Calle             | 27 de noviembre de 2020 - 11 de noviembre de 2021  |
| 21  | Exploración y Explotación de Hidrocarburos                                   | Raúl Daniel Mayta Jiménez           | 11 de noviembre de 2021 - Actualidad               |
| 22  | Industrialización, Comercialización Transporte y Almacenaje de Hidrocarburos | Willan Norman Donaire Cardozo       | 23 de noviembre de 2020 - Actualidad               |
| 23  | Planificación y Desarrollo Energético                                        | Mario Alberto Sapiencia Arrieta     | 16 de noviembre de 2020 - Actualidad               |
| 24  | Altas Tecnologías Energéticas                                                | Álvaro Hernán Arnez Prado           | 27 de noviembre de 2020 - Actualidad               |
| 25  | Electricidad y Energías Alternativas                                         | José María Salvador Romay Bortolini | 30 de noviembre de 2020 - Actualidad               |
| 26  | Comercio Interno                                                             | Gróver Nelson Lacoa Estrada         | 4 de diciembre de 2020 - Actualidad                |
| 27  | Producción Industrial a Mediana y Gran Escala                                | Luis Joshua Siles Castro            | 4 de diciembre de 2020 - Actualidad                |
| 28  | Micro y Pequeña Empresa                                                      | Nelson Alberto Aruquipa Arce        | 4 de diciembre de 2020 - Actualidad                |
| 29  | Turismo                                                                      | Eliana Milenka Ampuero Loza         | 4 de diciembre de 2020 - Actualidad                |
| 30  | Transportes                                                                  | Nino Saúl Herbas Pérez              | 29 de enero de 2021 - Actualidad                   |
| 31  | Telecomunicaciones                                                           | Edwin Édgar Arandia Rojas           | 3 de diciembre de 2020 - Actualidad                |
| 32  | Vivienda y Urbanismo                                                         | Róger Cruz Pinedo                   | 3 de diciembre de 2020 - Actualidad                |
| 33  | Desarrollo Productivo Minero Metalúrgico                                     | Juan José Carvajal Huanca           | 20 de noviembre de 2020 - Actualidad               |
| 34  | Política Minera, Regulación y Fiscalización                                  | Wiston Danilo Medrano Escalante     | 20 de noviembre de 2020 - Actualidad               |
| 35  | Cooperativas Mineras                                                         | Mauricio Guzmán Mujica              | 20 de noviembre de 2020 - Actualidad               |
| 36  | Justicia y Derechos Fundamentales                                            | César Adalid Siles Bazán            | 12 de noviembre de 2020 - Actualidad               |
| 37  | Justicia Indígena Originario Campesina                                       | Silvia Alarcón Heredia              | 24 de noviembre de 2020 - Actualidad               |
| 38  | Igualdad de Oportunidades                                                    | Miriam Julieta Huacani              | 12 de noviembre de 2020 - Actualidad               |
| 39  | Derechos del Usuario y del Consumidor                                        | Felipe Jorge Silva Trujillo         | 12 de noviembre de 2020 - Actualidad               |
| 40  | Transparencia Institucional y Lucha Contra la Corrupción                     | Julia Susana Ríos Laguna            | 12 de noviembre de 2020 - Actualidad               |
| 41  | Trabajo y Previsión Social                                                   | Víctor Pedro Quispe Ticona          | 17 de noviembre de 2020 - Actualidad               |
| 42  | Empleo, Servicio Civil y Cooperativas                                        | Martín Bazurco Osorio               | 18 de diciembre de 2020 - 30 de julio de 2021      |
| 42  | Empleo, Servicio Civil y Cooperativas                                        | Gonzalo Omar Zambrana Ávila         | 30 de julio de 2021 - Actualidad                   |
| 43  | Seguros de Salud y Gestión del Sistema Único de Salud                        | Álvaro Terrazas Peláez              | 23 de noviembre de 2020 - Actualidad               |
| 44  | Promoción, Vigilancia Epidemiológica y Medicina Tradiciona                   | María Renee Castro Cusicanqui       | 23 de noviembre de 2020 - Actualidad               |
| 45  | Gestión del Sistema Sanitario                                                | Alejandra Hidalgo Ugarte            | 23 de noviembre de 2020 - Actualidad               |
| 46  | Deportes                                                                     | Cielo Jazmín Veizaga Arteaga        | 17 de diciembre de 2020 - Actualidad               |
| 47  | Agua Potable y Saneamiento Básico                                            | Carmelo Valda Duarte                | 26 de noviembre de 2020 - Actualidad               |
| 48  | Medio Ambiente, Biodiversidad y Cambios Climáticos                           | Magín Herrera López                 | 20 de noviembre de 2020 - Actualidad               |
| 49  | Recursos Hídricos y Riego                                                    | Wilder Quiroz Guzmán                | 26 de noviembre de 2020 - Actualidad               |
| 50  | Ciencia y Tecnología                                                         | Julio Gómez Chambilla               | 19 de enero de 2021 - Actualidad                   |
| 51  | Educación Superior de Formación Profesional                                  | Áurea Balderrama Almendras          | 24 de noviembre de 2020 - 1 de diciembre de 2021   |
| 51  | Educación Superior de Formación Profesional                                  | José Luis Gutiérrez Gutiérrez       | 1 de diciembre de 2021 - Actualidad                |
| 52  | Educación Regular                                                            | Bartolomé Puma Velázquez            | 24 de noviembre de 2020 - Actualidad               |
| 53  | Educación Alternativa y Especial                                             | Sandra Cristina Cruz Nina           | 24 de noviembre de 2020 - Actualidad               |
| 54  | Desarrollo Rural y Agropecuario                                              | Álvaro Mollinedo Katari             | 16 de noviembre de 2020 - Actualidad               |
| 55  | Coca y Desarrollo Integral                                                   | Rolando Canceno Mamani              | 20 de noviembre de 2020 - 17 de septiembre de 2021 |
| 55  | Coca y Desarrollo Integral                                                   | Juan Pablo Jove Álvarez             | 17 de septiembre de 2021 - Actualidad              |
| 56  | Tierras                                                                      | Juan José García Cruz               | 1 de febrero de 2021 - 27 de agosto de 2021        |
| 56  | Tierras                                                                      | José Ramiro Guerrero Peñaranda      | 27 de agosto de 2021 - Actualidad                  |
| 57  | Descolonización y Despatriarcalización                                       | Pelagio Condori Yana                | 20 de noviembre de 2020 - Actualidad               |
| 58  | Interculturalidad                                                            | Cergio Prudencio Bilbao             | 20 de noviembre de 2020 - 12 de marzo de 2021      |
| 58  | Interculturalidad                                                            | Juan Carlos Cordero Nina            | 7 de julio de 2021 - Actualidad                    |

### Fuerzas Armadas
El 16 de noviembre de 2020 designó al general de Brigada Aérea Jaime Alberto Zabala Saldías como comandante en Jefe Accidental de las Fuerzas Armadas de Bolivia en reemplazo de Sergio Carlos Orellana Centellas. En la misma fecha el gobierno de Luis Arce designó a los comandantes generales del Estado Mayor, Ejército, Fuerza Aérea y Armada.

### Primeras medidas
Para el primer mes de gobierno, las primeras medidas gubernamentales tomadas por el presidente Luis Arce, estuvieron dirigidas específica y directamente hacia 7 sectores, los cuales son los siguientes: el impuesto a las grandes fortunas patrimoniales, la importación de vehículos usados a Bolivia, la igualdad de remuneración en la diferencia salarial entre hombres y mujeres, el incentivo interno al turismo, la eliminación de la violencia contra la mujer, el pago del bono contra el Hambre de 1000 bolivianos (145 dólares) y la creación del Régimen de Reintegro en efectivo del Impuesto al Valor Agregado, denominado también como RE-IVA

## Política económica

### Diagnóstico inicial
Ya durante la campaña electoral de 2020, el todavía candidato presidencial Luis Arce Catacora anunciaba que la Economía de Bolivia iba a tardar en recuperarse estimadamente por lo menos unos 2 años y medio (hasta mediados de 2023) para salir de la crisis económica producto de la pandemia de la COVID-19 y volver a los niveles de crecimiento de 2019, cuando el PIB del país creció al 2,2 % durante ese año.

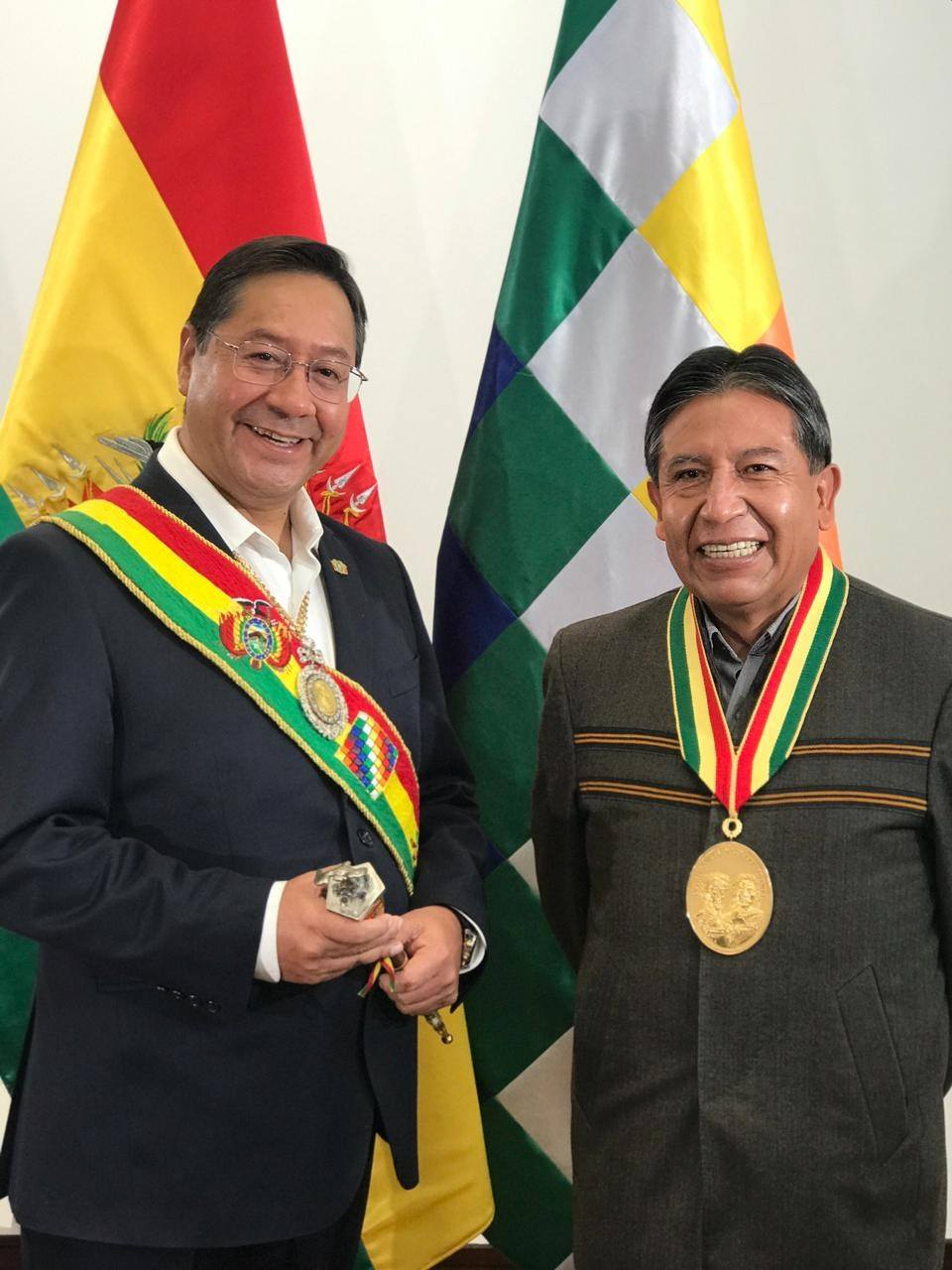
El presidente Luis Arce junto al vicepresidente David Choquehuanca Céspedes.

### Política tributaria

#### Impuesto a las grandes fortunas
Durante su campaña electoral, en agosto de 2020, el todavía candidato Luis Arce señalaba y prometía a la población que crearía un "impuesto especial" a las grandes fortunas en Bolivia que sobrepasen los Bs. 30 millones de bolivianos (USD 4,3 millones de dólares), aunque también aclaró que este impuesto estaría específicamente destinado a la riqueza patrimonial y no así a las empresas. Una vez ya en la presidencia y junto con el apoyo mayoritario de la Asamblea Legislativa Plurinacional (ALP), el presidente constitucional Luis Arce promulgó la Ley N°1357 y firmó el Decreto Supremo N°4436 para reglamentar la ley que creaba dicho impuesto.
A pesar de que al principio se tenía previsto recaudar alrededor de unos Bs. 100 millones bolivianos (USD 15 millones de dólares) para el Tesoro General de la Nación (TGN), al poco tiempo después, el Servicio Nacional de Impuestos (SIN) informaba a la opinión pública del país que se había logrado recaudar unos Bs. 240,1 millones de bolivianos (USD 35 millones de dólares) superando de esa manera ampliamente las expectativas que se tenían previamente, pues alrededor de 206 personas se habían acogido a "pagar voluntariamente" este impuesto sin ningún problema.

### Política financiera

#### Bono Contra el Hambre
Durante su campaña electoral, Luis Arce prometía a la población que pagaría un bono de Bs. 1 000 bolivianos (USD 147 dólares). Ya el 13 de noviembre de 2020 y apenas cinco días después de ingresar a la presidencia, Luis Arce firmó el decreto supremo N°4392, que autorizaba el pago de dicho bono a través de las entidades bancarias a cada ciudadano boliviano que se encuentre comprendido entre las edades de 18 y 60 años de edad y que a la vez no se encuentren recibiendo ningún sueldo o salario del sector público ni del sector privado.
El pago del "bono contra el hambre" comenzó a partir del 1 de diciembre de 2020 y se extendió prácticamente durante seis meses hasta el 1 de junio de 2021. En ese lapso de tiempo unas 4 035 773 personas que se encuentran en el sector informal de la economía han cobrado este beneficio en todo el territorio nacional, cifra que porcentualmente alcanzó a un 34 % de la población total del país que llega a los 11 845 955 habitantes para el año 2021, según el Instituto Nacional de Estadística de Bolivia (INE).
El monto total que el estado boliviano destinó para el pago del "bono contra el hambre" asciende a los Bs. 4 035 millones de bolivianos (USD 580 millones de dólares) que se inyectó a la economía boliviana.  Dicha cifra equivale al 1,58 % del producto interno bruto (PIB) de Bolivia del año 2020 que llegó a los USD 36 690 millones de dólares.

#### Colocación de bonos soberanos en el mercado internacional
El 26 de enero de 2021, el gobierno de Luis Arce señalaba que colocará en los mercados internacionales bonos soberanos por un monto de 3000 millones de dólares. De los cuales unos 1000 millones serán destinados para la administración de pasivos y otros 2000 millones de dólares serán destinados para la inversión pública.

#### Tope a la salida e internación de Divisas
El 22 de abril de 2021, el gobierno colocó un límite máximo a la salida física de divisas de Bolivia así como también a su internación en el país. Se redujo el tope máximo de 50 000 dólares a 20 000 dólares, pues según el gobierno, esta medida se aplica con el objetivo de evitar hechos delictivos como la legitimación de ganancias ilícitas o el lavado de dinero internacional.

#### Devolución del crédito al FMI
En febrero de 2021, el gobierno de Luis Arce decidió devolver al Fondo Monetario Internacional (FMI) un crédito de USD 327 millones de dólares que este organismo financiero había otorgado a Bolivia en abril del año 2020 para combatir la crisis económica producto de la pandemia mundial del COVID-19. Este crédito internacional fue gestionado por el gobierno de Jeanine Áñez, pero dichos recursos económicos no los pudo utilizar debido a que se encontraban retenidos en las cuentas del Banco Central de Bolivia (BCB), pues para ser utilizados se necesitaba previamente la aprobación de la Asamblea Legislativa Plurinacional (ALP) como manda la Constitución Política del Estado Boliviano.

### Política monetaria

#### Crisis del Dólar en Bolivia de 2023
En los meses de febrero y marzo del año 2023, el país enfrentó una escasez de dólares en el sistema financiero que trajo como consecuencia una momentánea subida del dólar en el mercado negro (librecambistas).

### Producto Interno Bruto (PIB)
Fuente: Fondo Monetario Internacional (FMI), actualizado a octubre de 2024 y proyección de 2025 

### PIB per Cápita (2020-2025)
Fuente: Banco Mundial (BM) 

#### PIB per cápita boliviano a nivel continental (2020-2025)
| 1º                                                          | Venezuela     | 1 566  | 2 090  | 3 421  | 3 737  | 4 018  | 4 121  | + 163 %  |
| 2º                                                          | Haití         | 1 235  | 1 765  | 1 643  | 1 603  | 2 120  | 2 434  | + 97,1 % |
| 3º                                                          | R. Dominicana | 7 553  | 8 965  | 10 720 | 11 372 | 11 692 | 12 451 | + 64,8 % |
| 4º                                                          | Uruguay       | 15 198 | 17 149 | 19 737 | 21 656 | 23 053 | 24 080 | + 58,4 % |
| 5º                                                          | Nicaragua     | 1 952  | 2 163  | 2 371  | 2 672  | 2 877  | 3 074  | + 57,4 % |
| 6º                                                          | México        | 8 742  | 10 180 | 11 259 | 13 641 | 13 971 | 13 630 | + 55,9 % |
| 7º                                                          | Honduras      | 2 307  | 2 735  | 3 003  | 3 267  | 3 446  | 3 594  | + 54,1 % |
| 8º                                                          | Costa Rica    | 12 163 | 12 539 | 13 239 | 16 390 | 17 860 | 18 722 | + 53,9 % |
| 9º                                                          | Brasil        | 7 057  | 7 951  | 9 256  | 10 267 | 10 296 | 10 815 | + 53,2 % |
| 10º                                                         | Panamá        | 13 342 | 15 540 | 17 409 | 18 725 | 19 369 | 20 092 | + 50,5 % |
| 11º                                                         | El Salvador   | 3 960  | 4 599  | 5 048  | 5 344  | 5 606  | 5 892  | + 48,7 % |
| 12º                                                         | Colombia      | 5 363  | 6 231  | 6 681  | 6 962  | 7 917  | 7 895  | + 47,2 % |
| 13º                                                         | Guatemala     | 4 610  | 5 053  | 5 509  | 5 933  | 6 295  | 6 682  | + 44,9 % |
| 14º                                                         | Argentina     | 8 489  | 10 610 | 13 676 | 13 823 | 12 814 | 12 053 | + 41,9 % |
| 15º                                                         | Chile         | 13 056 | 16 037 | 15 238 | 16 814 | 16 365 | 17 926 | + 37,3 % |
| 16º                                                         | Perú          | 6 328  | 6 852  | 7 314  | 7 912  | 8 315  | 8 570  | + 35,4 % |
| 17º                                                         | Bolivia       | 3 172  | 3 449  | 3 706  | 3 748  | 3 919  | 4 120  | + 29,8 % |
| 18º                                                         | Ecuador       | 5 469  | 6 099  | 6 581  | 6 663  | 6 758  | 6 941  | + 26,9 % |
| 19º                                                         | Paraguay      | 4 885  | 5 433  | 5 628  | 5 685  | 5 869  | 6 032  | + 23,4 % |
| Fuente: Fondo Monetario Internacional FMI (octubre de 2024) |               |        |        |        |        |        |        |          |

| 1º                                                                      | Venezuela     | 1 566  | 2 090  | 3 421  | 3 659  | 3 867  | + 146 %  |
| 2º                                                                      | México        | 8 742  | 10 180 | 11 259 | 13 641 | 15 248 | + 74,4 % |
| 3º                                                                      | Haití         | 1 235  | 1 765  | 1 643  | 1 761  | 1 940  | + 57,0 % |
| 4º                                                                      | R. Dominicana | 7 553  | 8 962  | 10 711 | 11 186 | 11 773 | + 55,8 % |
| 5º                                                                      | Brasil        | 7 344  | 8 269  | 9 612  | 10 642 | 11 351 | + 54,5 % |
| 6º                                                                      | Uruguay       | 15 198 | 17 149 | 19 737 | 21 656 | 23 087 | + 51,9 % |
| 7º                                                                      | Argentina     | 8 489  | 10 639 | 13 640 | 14 024 | 12 811 | + 50,9 % |
| 8º                                                                      | Costa Rica    | 12 163 | 12 539 | 13 239 | 16 390 | 18 030 | + 48,2 % |
| 9º                                                                      | Honduras      | 2 396  | 2 816  | 3 080  | 3 330  | 3 504  | + 46,2 % |
| 10º                                                                     | Panamá        | 13 342 | 15 540 | 17 409 | 18 725 | 19 369 | + 45,1 % |
| 11º                                                                     | Nicaragua     | 1 952  | 2 163  | 2 371  | 2 608  | 2 791  | + 42,9 % |
| 12º                                                                     | El Salvador   | 3 960  | 4 599  | 5 048  | 5 349  | 5 537  | + 39,8 % |
| 13º                                                                     | Colombia      | 5 308  | 6 239  | 6 691  | 6 971  | 7 327  | + 36,5 % |
| 14º                                                                     | Perú          | 6 320  | 6 848  | 7 336  | 7 932  | 8 290  | + 31,1 % |
| 15º                                                                     | Guatemala     | 4 337  | 4 708  | 5 097  | 5 368  | 5 678  | + 30,9 % |
| 16º                                                                     | Chile         | 13 056 | 16 037 | 15 238 | 16 815 | 16 616 | + 27,2 % |
| 17º                                                                     | Bolivia       | 3 172  | 3 449  | 3 705  | 3 831  | 4 014  | + 26,5 % |
| 18º                                                                     | Paraguay      | 4 885  | 5 433  | 5 628  | 5 806  | 5 984  | + 22,4 % |
| 19º                                                                     | Ecuador       | 5 474  | 6 050  | 6 474  | 6 581  | 6 566  | + 20,0 % |
| Fuente: Fondo Monetario Internacional FMI (Actualizado a abril de 2024) |               |        |        |        |        |        |          |

| 1º                                                     | Haití          | 1 290  | 1 835  | 1 760  | 1 705  | 2 142  | + 66,0 % |
| 2º                                                     | Argentina      | 8 535  | 10 738 | 13 935 | 14 187 | 13 858 | + 62,3 % |
| 3º                                                     | México         | 8 841  | 10 314 | 11 402 | 13 826 | 14 157 | + 60,1 % |
| 4º                                                     | R. Dominicana  | 7 135  | 8 527  | 10 104 | 10 630 | 10 875 | + 52,4 % |
| 5º                                                     | Uruguay        | 15 757 | 17 881 | 20 818 | 23 019 | 23 906 | + 51,7 % |
| 6º                                                     | Costa Rica     | 12 394 | 12 838 | 13 625 | 16 942 | 18 587 | + 49,9 % |
| 7º                                                     | Honduras       | 2 307  | 2 735  | 3 003  | 3 227  | 3 426  | + 48,5 % |
| 8º                                                     | Colombia       | 5 339  | 6 222  | 6 680  | 7 000  | 7 914  | + 48,2 % |
| 9º                                                     | Nicaragua      | 1 938  | 2 138  | 2 322  | 2 609  | 2 847  | + 46,9 % |
| 10º                                                    | Brasil         | 7 074  | 7 972  | 9 281  | 10 377 | 10 280 | + 45,3 % |
| 11º                                                    | Panamá         | 13 290 | 15 509 | 17 332 | 18 686 | 19 102 | + 43,7 % |
| 12º                                                    | El Salvador    | 3 997  | 4 642  | 5 074  | 5 365  | 5 579  | + 39,5 % |
| 13º                                                    | Perú           | 6 133  | 6 826  | 7 350  | 7 887  | 8 452  | + 37,8 % |
| 14º                                                    | Guatemala      | 4 477  | 4 912  | 5 358  | 5 758  | 6 150  | + 37,3 % |
| 15º                                                    | Estados Unidos | 64 401 | 71 307 | 77 860 | 82 304 | 85 809 | + 33,2 % |
| 15º                                                    | España         | 27 233 | 30 799 | 30 270 | 33 509 | 35 297 | + 29,6 % |
| 15º                                                    | Portugal       | 22 299 | 24 711 | 24 620 | 27 386 | 28 844 | + 29,3 % |
| 15º                                                    | Bolivia        | 3 099  | 3 384  | 3 643  | 3 686  | 4 001  | + 29,1 % |
| 15º                                                    | Chile          | 13 114 | 16 206 | 15 405 | 17 067 | 16 709 | + 27,4 % |
| 16º                                                    | Ecuador        | 5 463  | 6 061  | 6 515  | 6 737  | 6 874  | + 25,8 % |
| 17º                                                    | Canadá         | 43 537 | 52 886 | 56 256 | 54 220 | 54 282 | + 24,6 % |
| 18º                                                    | Paraguay       | 5 365  | 5 976  | 6 205  | 6 300  | 6 416  | + 19,5 % |
| Fuente: Banco Mundial BM (Actualizado a julio de 2024) |                |        |        |        |        |        |          |

### Deuda Pública (Externa e Interna)
DEUDA PÚBLICA DE BOLIVIA en el periodo 2000-2024 
 (Porcentaje con relación al PIB)
Fuente: Fondo Monetario Internacional (FMI) y actualizado a octubre de 2024 

## Política sanitaria
Una vez apenas iniciada la gestión, el gobierno de Luis Arce decidió en diciembre de 2020 subir levemente el presupuesto destinado al sector de la salud pública en un 1,7 %, incrementándole aproximadamente en unos Bs. 350 millones de bolivianos adicionales (US$ 51 millones de dólares) sumando de esa manera un presupuesto total de Bs. 22 216 millones (US$ 3238 millones) destinados exclusivamente solo para la salud. Cabe mencionar que, en octubre de 2020, el Gobierno de Jeanine Áñez había elaborado el  "Presupuesto General del Estado (PGE) 2021", destinando solamente al sector de salud Bs. 21 866 millones (US$ 3187 millones).

### Pandemia del COVID-19
El gobierno de Luis Arce destinó, para el año 2021, alrededor de Bs. 610 millones de bolivianos (US$ 89 millones de dólares) exclusivamente solo para combatir la pandemia del Covid-19. De los 89 millones de dólares, unos 78 millones estarían destinados para adquirir vacunas y los otros 11 millones de dólares para comprar los test (pruebas PCR y pruebas antígeno nasal) para la detección temprana del coronavirus.

### Vacunas contra el Covid-19
El 30 de diciembre de 2020, el gobierno boliviano firmó un contrato con el gobierno de Rusia para la compra de 5,2 millones de dosis de la vacuna rusa Sputnik V desarrollada por el Instituto de Investigación Epidemiológica "Gamaleya", con el objetivo de inocular a alrededor de 2,6 millones de personas (que consta de dos dosis por persona). El costo total de la adquisición fue de 49,4 millones de dólares, siendo el precio de cada vacuna de 9,5 dólares por unidad. El presidente Luis Arce mencionó que las vacunas serán totalmente gratuitas para toda la población boliviana. Ante las dudas expresadas, cuestionamientos y críticas hacia la vacuna de origen ruso por parte de algunos sectores de la sociedad, el gobierno señaló que la aplicación de la vacuna, será decisión voluntaria de cada persona y no será obligatoria.
El 28 de enero de 2021, ingresó a Bolivia el primer lote de 20.000 vacunas de Sputnik-V.
El 30 de junio de 2021, anunció que llegarán 6 millones de dosis de la vacuna Sinopharm, y medio millón de la vacuna Sputnik V. Asimismo, afirmó que al conocer la llegada de las dosis chinas, se definió acelerar la vacunación masiva, por lo que, a partir del 1 de julio, las personas mayores de 18 años podrán vacunarse.

### Dióxido de cloro e ivermectina
El 6 de enero de 2021, el gobierno de Luis Arce anunció el apoyo del uso de la ivermectina y el dióxido de cloro como medidas de contención contra la enfermedad del COVID-19 señalando que se informará a la población sobre el uso correcto de estas sustancias.

## Política minera
En cuanto a la política minera, el gobierno de Arce a través del Ministerio de Minería y Metalurgia anunciaron la creación de la "Empresa Comercializadora de Oro" que comprará la producción del mineral en todo el país y la cual será entregada al Banco Central de Bolivia (BCB) con el objetivo de repontenciar las reservas internacionales. El otro objetivo de la creación de esta empresa pública es también la de combatir a la grave explotación clandestina y el tráfico ilegal del metal precioso en diferentes zonas auríferas de Bolivia.

### Política minera del zinc

#### Producción de zinc
Fuente : Ministerio de Minería y Metalurgia de Bolivia (MMyM) 

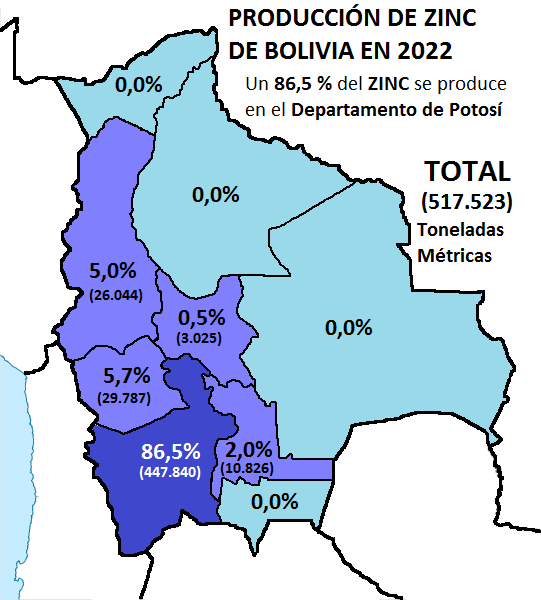
En el año 2022, el Departamento de Potosí produjo el 86,5% del Zinc de toda Bolivia.

|  | 32,07 % |

|  | 10,86 % |

|  | 9,87 % |

|  | 6,96 % |

|  | 6,60 % |

|  | 6,03 % |

|  | 4,10 % |

|  | 2,50 % |

|  | 2,23 % |

|  | 1,85 % |

|  | 16,79 % |

|  | 100,00 % |

## Política hidrocarburífera
El 24 de diciembre de 2020, el presidente Luis Arce anunciaba ante todo el país el exitoso descubrimiento de un megacampo de gas natural y petróleo denominado "Boicobo Sur X1" ubicado en el Departamento de Chuquisaca en el sureste de Bolivia y el cual comenzará a entrar en producción para diciembre del año 2021. Aunque cabe mencionar que las gestiones para la búsqueda de este campo gasífero comenzó durante el tercer gobierno de Evo Morales Ayma en el primer semestre del año 2016 con una inversión de USD 102 millones de dólares y su perforación inicial comenzó el 2 de octubre de 2019, un mes antes de la renuncia de Evo Morales a la presidencia de Bolivia.

## Política comunicacional
En cuanto a la política comunicacional, en diciembre de 2020 el gobierno de Luis Arce designó al Viceministerio de Comunicación un presupuesto inicial de Bs 59 567 107 bolivianos (USD 8,6 millones de dólares) para toda la gestión 2021. Pero posteriormente, el presidente Luis Arce mediante decreto supremo N° 4484 decidió duplicar el presupuesto destinado a la comunicación estatal, aumentándolo en alrededor de Bs. 50 770 049 bolivianos (7,4 millones de dólares) adicionales, llegando de esa manera a los 110 millones de bolivianos para dicho viceministerio.
A pesar de que estos recursos económicos estaban destinados específicamente para "consultores individuales en línea" y también para el fortalecimiento del "Sistema Nacional de Radios de los Pueblos Originarios", pues dicha medida fue criticada no solo por la oposición política (que acusó al gobierno de aumentar la propaganda gubernamental en plena pandemia del COVID-19), sino también esta medida fue criticada por diferentes sectores de la sociedad boliviana que pidieron al gobierno que esos recursos puedan ser destinados también al reforzamiento del sector salud.

## Política comercial
En cuanto a la política comercial, el gobierno de Luis Arce ha tomado algunas medidas de estilo proteccionistas en cuanto se refiere al comercio exterior, en especial a la exportación de productos como la soya (soja), el trigo y la harina y también a la importación de productos como las cerámicas y los envases de vidrios.

### Importaciones

#### Vehículos y su certificación medioambiental
En cuanto a la importación de automóviles nuevos y usados al país, el 26 de noviembre de 2020, el presidente Luis Arce firma el decreto supremo N° 4403 que abroga completamente al decreto supremo N° 4373 del 19 de octubre de 2020 que fue elaborado por el Gobierno de Jeanine Áñez Chávez ya durante sus últimos días en la presidencia de Bolivia, pues según el gobierno de Arce, se procedió a eliminar dicho decreto de Áñez porque este incide negativamente en la política de renovación del parque automotor del país además de afectar a la subvención de los hidrocarburos.
Cabe recordar que antes del decreto supremo del gobierno de Jeanine Áñez, la única instancia encargada de emitir los "certificados medioambientales" en la importación de vehículos era el Instituto Boliviano de Normalización y Calidad (IBNORCA) el cual es una asociación técnica de carácter privado, pero que es la única representante en Bolivia de la Organización Internacional de Normalización (ISO). El decreto de Áñez excluía a IBNORCA y entregaba esa responsabilidad al Ministerio de Obras Públicas, Servicios y Vivienda para que a través del Viceministerio de Transporte sea el encargado de verificar el cumplimiento de normas de emisiones atmosféricas. El gobierno de Arce decide reconocer nuevamente a IBNORCA como la única instancia técnica responsable de la verificación de las condiciones medioambientales de los vehículos que se importa al país.

#### Aranceles a la cerámica y envases de vidrio
El 26 de mayo de 2021, el gobierno de Luis Arce sube los aranceles a las importaciones de cerámica y baldosas así como también se sube los aranceles a las importaciones de envases de vidrio. Esto con el objetivo de proteger a la industria nacional de cerámica del país, representada principalmente por cuatro grandes empresas privadas como: Coboce, Faboce, Gladymar y Cerabol y de la misma manera, proteger también a la industria nacional del vidrio representada principalmente por la empresa pública de Envasado de Vidrio de Bolivia (ENVIBOL).

#### Aranceles a las hortalizas, frutas y productos alimenticios
Para proteger la producción agrícola nacional y fomentar el consumo de productos bolivianos en el mercado nacional, el 16 de junio de 2021 el presidente Luis Arce decide subir los aranceles a la importación de diferentes hortalizas a Bolivia como la papa, la cebolla, el tomate, la frutilla y la manzana así como también se incrementa el gravamen arancelario a la importación de carne de pollo, leche en polvo y el cacao.

## Política exterior
Las Relaciones Exteriores de Bolivia durante el Gobierno de Luis Arce Catacora se han caracterizado principalmente por la reversión de todas las medidas adoptadas por la política exterior del gobierno de Jeanine Áñez Chávez pues en cuanto a materia internacional Luis Arce decidió simplemente retomar nuevamente la antigua política exterior del gobierno de Evo Morales Ayma (2006-2019), sin nada más novedoso. El 9 de noviembre de 2020 el presidente Arce tomó la decisión de confiar las relaciones internacionales del país al abogado paceño Rogelio Mayta Mayta de 49 años de edad, designándolo en el alto cargo de Canciller de Bolivia hasta el 27 de noviembre de 2023 cuando fue reemplazado por la dirigente campesina tarijeña Celinda Sosa Lunda de 60 años de edad. 

### Viajes internacionales de Luis Arce
Los viajes internacionales del presidente Luis Arce Catacora se refiere a todas las visitas oficiales que realiza el presidente de Bolivia a diferentes países del mundo. El artículo 173 de la nueva constitución política del estado de 2009, le da la facultad de viajar al presidente para poder ausentarse del territorio boliviano en misión oficial por un lapso de tiempo de "hasta 10 días" sin necesidad de autorización de la Asamblea Legislativa Plurinacional (ALP)

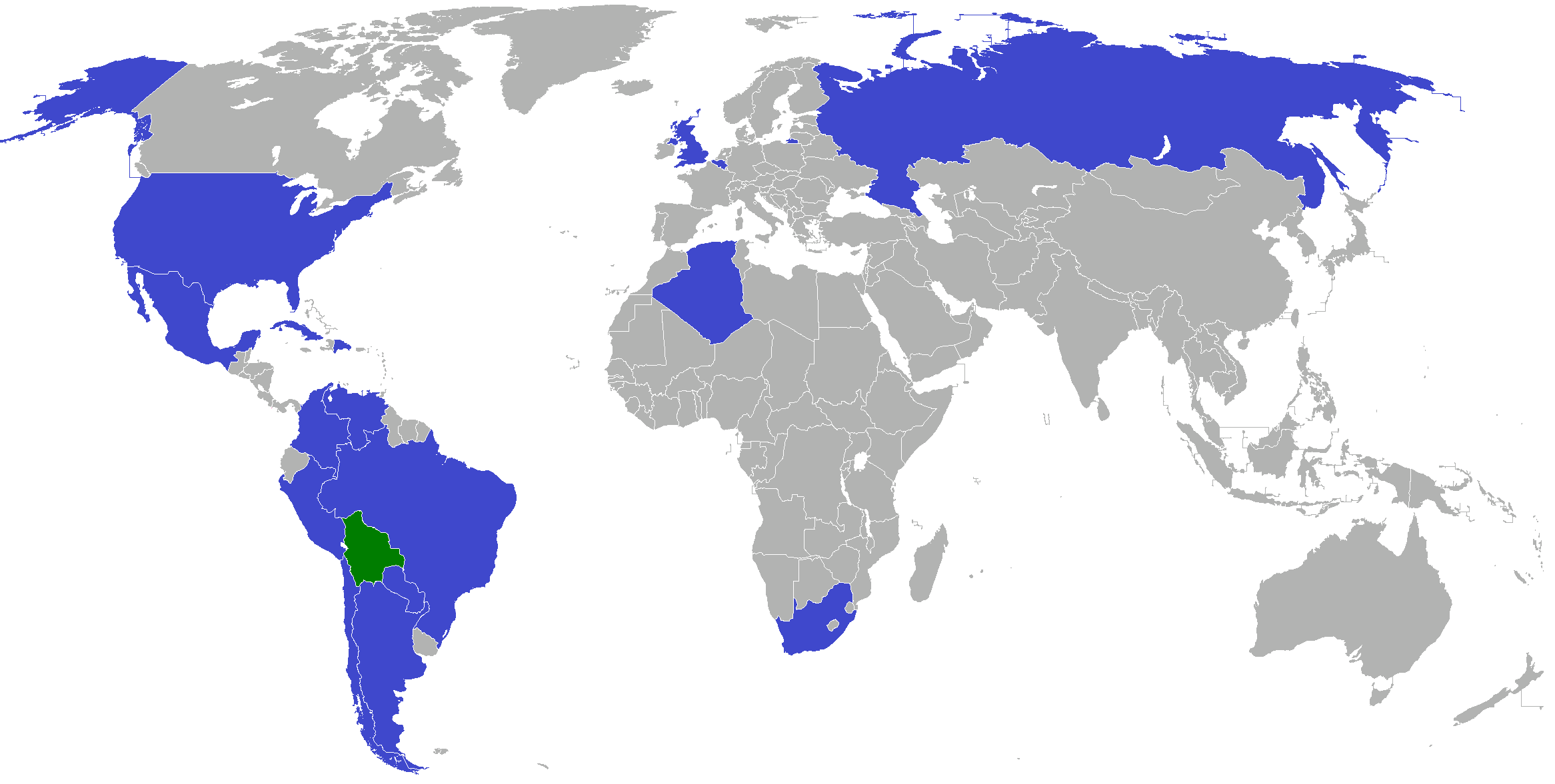
Viajes presidenciales realizados por el presidente de Bolivia Luis Arce Catacora durante los primeros 43 meses (4 años y 5 meses) que permanece en el poder desde el 8 de noviembre de 2020 hasta el 13 de abril de 2025.

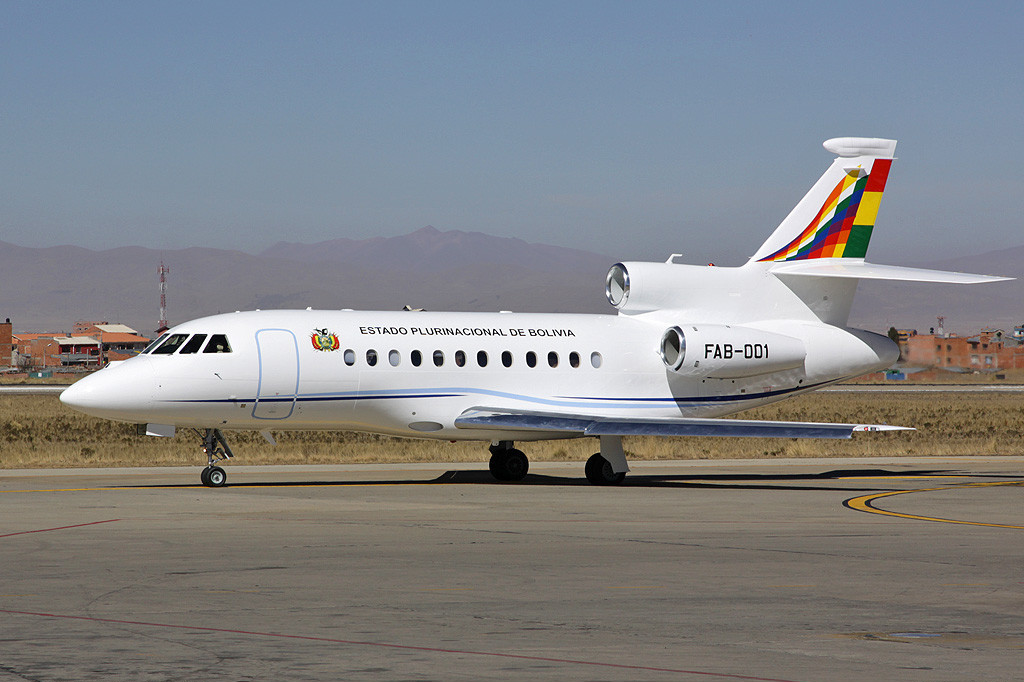
Avión presidencial de Bolivia (FAB-001) modelo Dassault Falcon 900 EX de fabricación francesa y con capacidad para trasladar a 20 personas, es principalmente utilizado desde 2010 por los presidentes de Bolivia para los largos viajes intercontinentales.

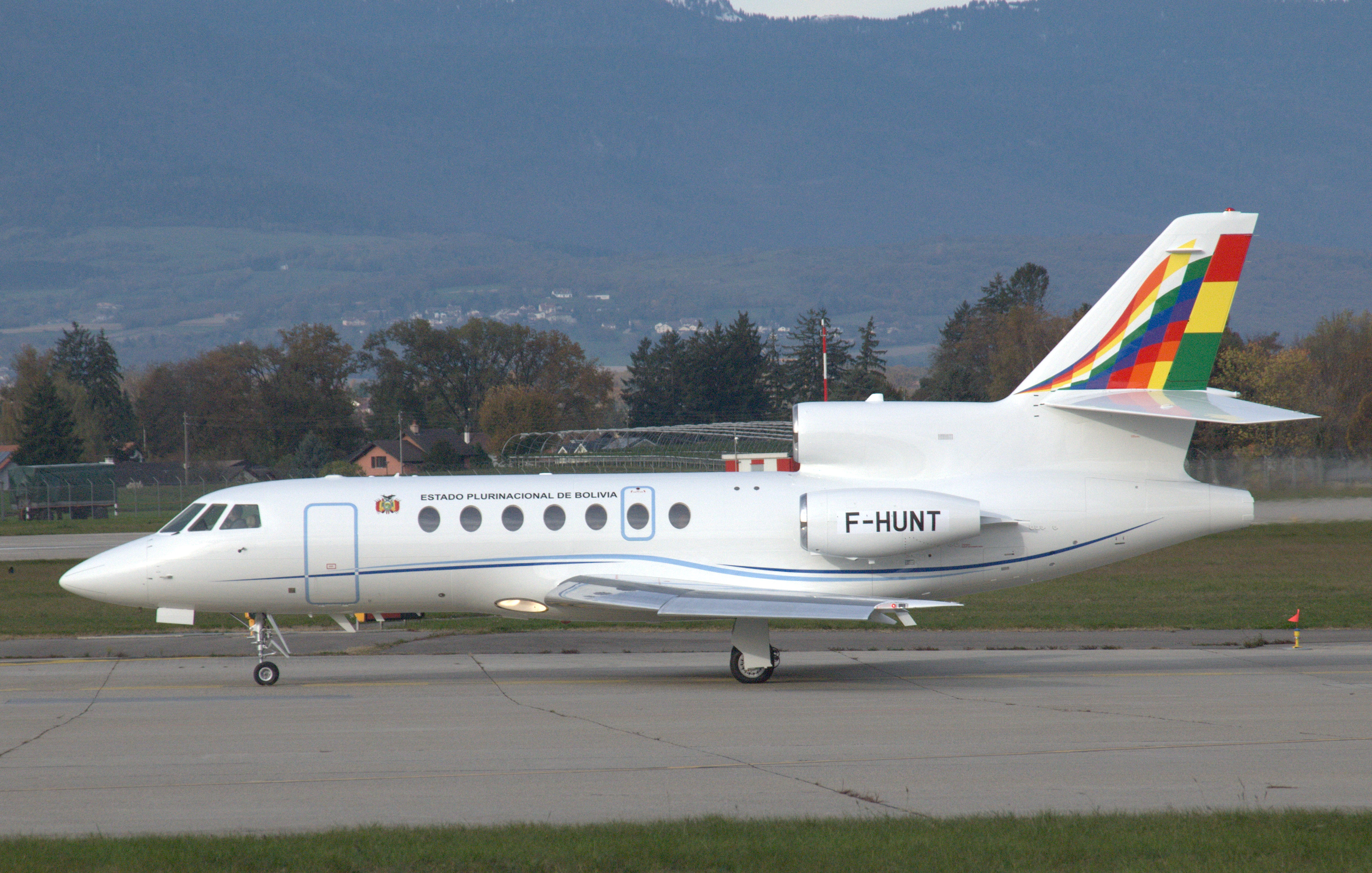
Avión vicepresidencial de Bolivia (FAB-002) modelo Dassault Falcon 50 EX de fabricación francesa y con capacidad para trasladar a 8 pasajeros es utilizado desde 2013 por el vicepresidentes de Bolivia, el cual es muy similar al avión presidencial pero un poco más pequeñito

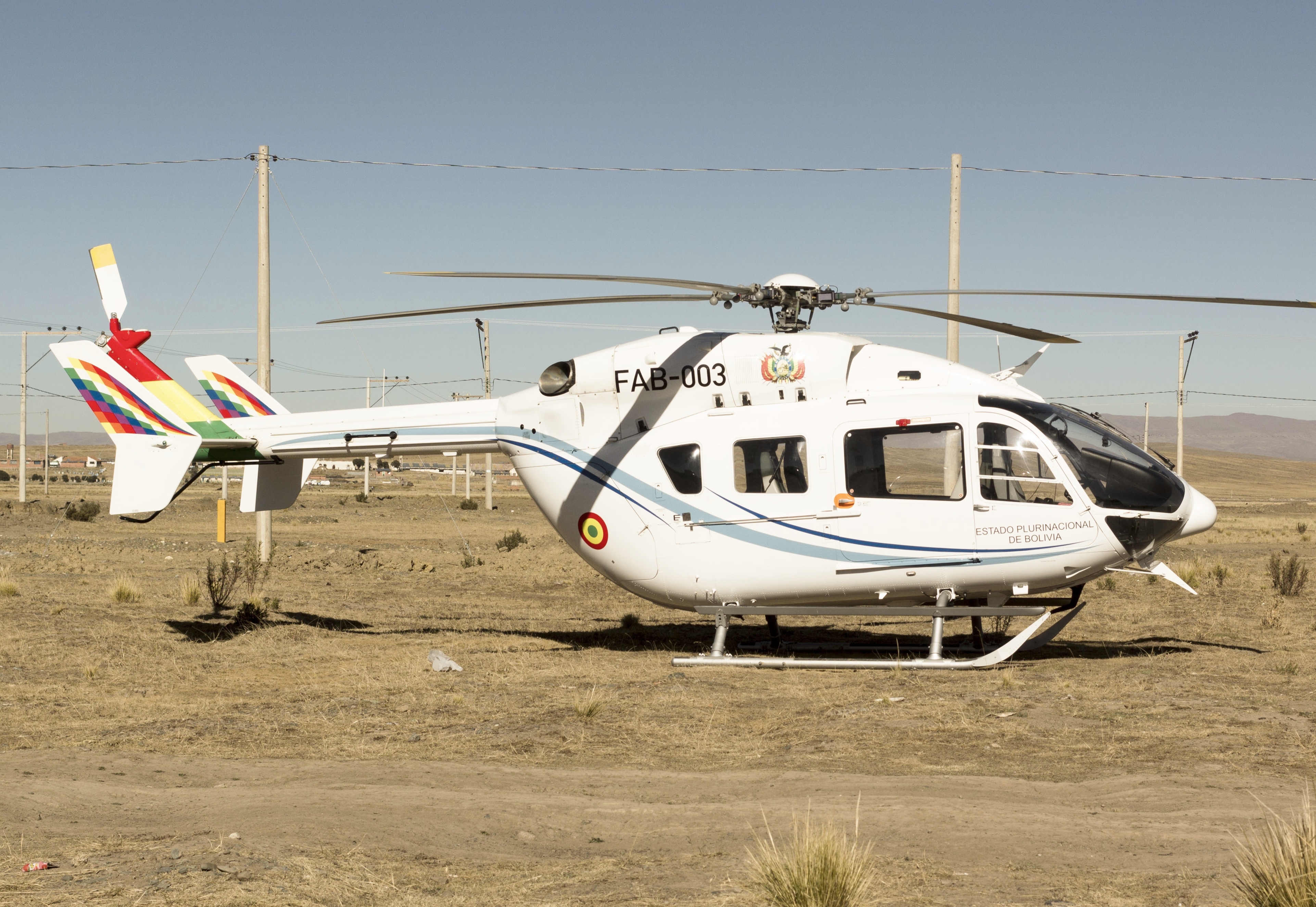
Helicóptero presidencial Airbus H145 de fabricación alemana utilizado desde 2012 para el transporte local del presidente de Bolivia dentro del territorio nacional.

Desde su investidura presidencial el 8 de noviembre de 2020 hasta el 13 de abril de 2025 (4 años y 5 meses), Luis Arce Catacora ha visitado 19 diferentes países del mundo realizando 45 viajes internacionales los cuales son:
- Ocho Visitas a :
  - 1.-  Brasil (Sudamérica)
- Seis Visitas a :
  - 2.-  Venezuela (Sudamérica)
- Cuatro Visitas a :
  - 3.-  Cuba (Caribe)
  - 4.-  Estados Unidos (Norteamérica)
- Tres Visitas a :
  - 5.-  Argentina (Sudamérica)
- Dos Visitas a :
  - 6.-  Chile (Sudamérica)
  - 7.-  México (Norteamérica)
  - 8.-  Perú (Sudamérica)
  - 9.-  Paraguay (Sudamérica)
  - 10.-  Rusia (Europa)
  - 11.-  Uruguay (América)
- Una Visita a :
  - 12.-  Argelia (África)
  - 13.-  Bélgica (Europa)
  - 14.-  Colombia (Sudamérica)
  - 15.-  Honduras (Centroamérica)
  - 16.-  Reino Unido (Europa)
  - 17.-  República Dominicana (Caribe)
  - 18.-  San Vicente y las Granadinas (Caribe)
  - 19.-  Sudáfrica (África)

### Relaciones con la comunidad internacional
El 20 de noviembre de 2020, el Ministerio de Relaciones Exteriores anunció que Bolivia retomaría su participación en los grupos de la Alianza Bolivariana para los Pueblos de Nuestra América (ALBA), la Comunidad de Estados Latinoamericanos y Caribeños (CELAC) y la Unión de Naciones Suramericanas (UNASUR), después de que el gobierno de Jeanine Áñez cesara la participación de los grupos.

### Relaciones con Estados Unidos
El 2 de febrero de 2021, el gobierno de Luis Arce restituyó la exigencia del visado a ciudadanos de EE. UU., bajo el argumento beneficia de forma unilateral a ciudadanos estadounidenses, sin que el gobierno estadounidense otorgue similar beneficio en el marco del principio de reciprocidad, para ciudadanos bolivianos.

### Relaciones con Irán
El 11 de noviembre de 2020, el gobierno de Luis Arce restituyó las relaciones con el gobierno de Irán después de haber sido suspendida bajo el gobierno de Jeanine Áñez

### Relaciones con Israel
El 2 de febrero de 2021, el gobierno de Luis Arce restituyó la exigencia del visado a ciudadanos de Israel, bajo el argumento beneficia de forma unilateral a ciudadanos israelíes, sin que el gobierno israelí otorgue similar beneficio en el marco del principio de reciprocidad, para ciudadanos bolivianos.

### Relaciones con México
El 19 de noviembre de 2020, el  canciller de Bolivia, Rogelio Mayta se reunió con el encargado de Negocios de México, Edmund Font con el objetivo de afianzar las relaciones bilaterales entre ambos países.

### Relaciones con Venezuela
El 11 de noviembre de 2020, el gobierno de Luis Arce restituyó las relaciones con el Gobierno de Nicolás Maduro y a su vez desconoció a Juan Guaidó como presidente de Venezuela.

### Relaciones con Saharaui
El 16 de septiembre de 2021, se retoman relaciones con la República Árabe Saharaui Democrática después de haber sido suspendida bajo el gobierno de Jeanine Áñez.

### Embajadores designados

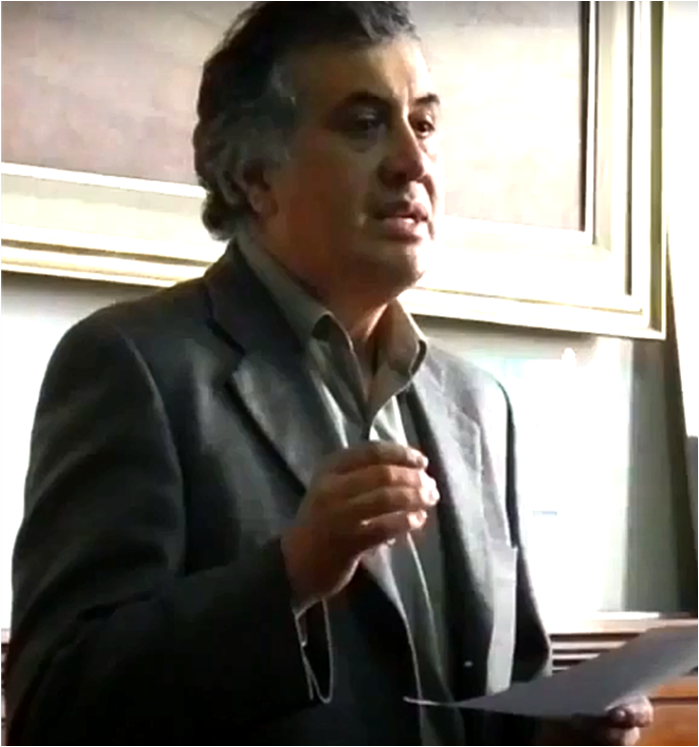
El exministro de Salud (2008-2010) Jorge Ramiro Tapia Sainz fue designado como embajador de Bolivia en Argentina.

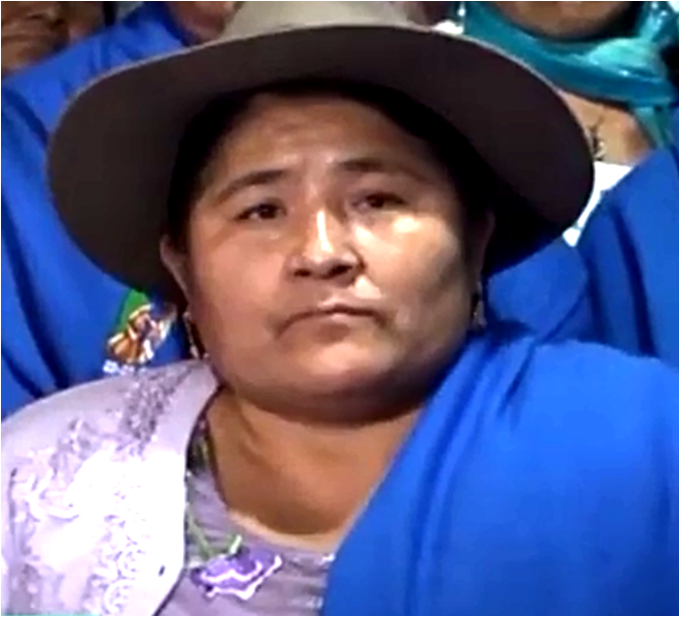
La dirigente sindical de la Confederación de Mujeres Campesinas "Bartolina Sisa" Segundina Flores Solamayo fue designada como embajadora de Bolivia en Ecuador.

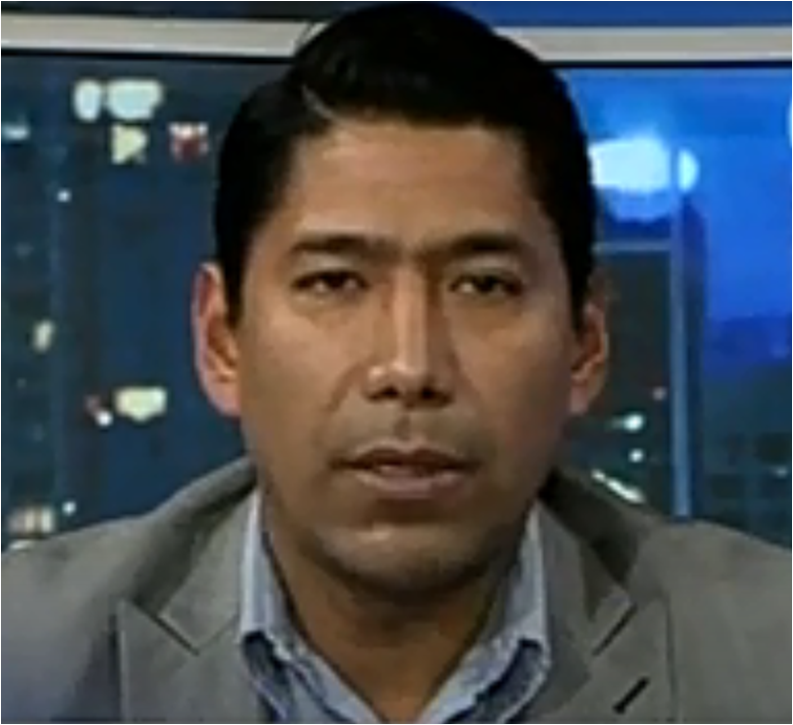
El exasambleista constituyente (2006-2008), exdiputado nacional (2010-2015) y exviceministro de Seguridad Ciudadana (2015-2017) Carlos Aparicio Vedia fue designado como embajador de Bolivia en Perú.

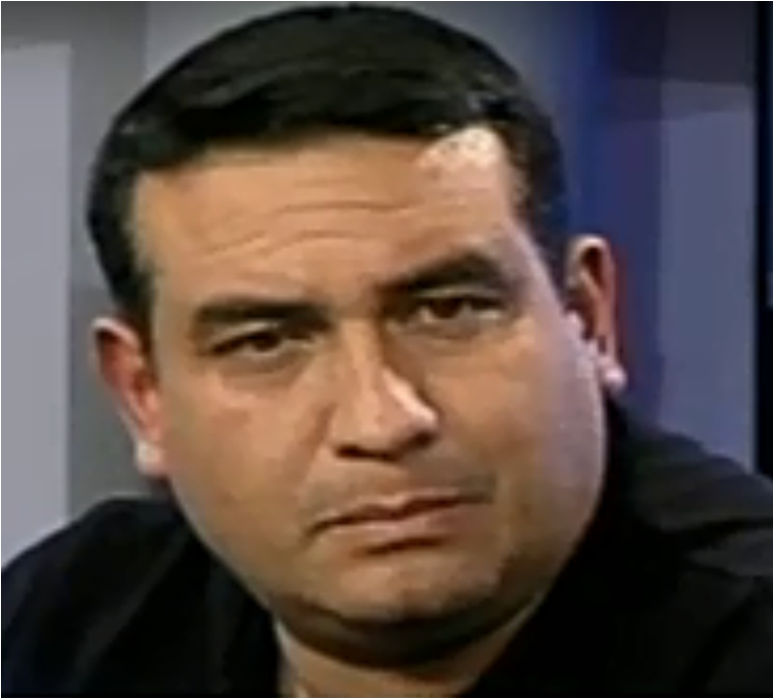
El exviceministro de Gestión Comunicacional (2012-2014) Sebastián Michel Hoffmann fue nuevamente designado como embajador de Bolivia en Venezuela.

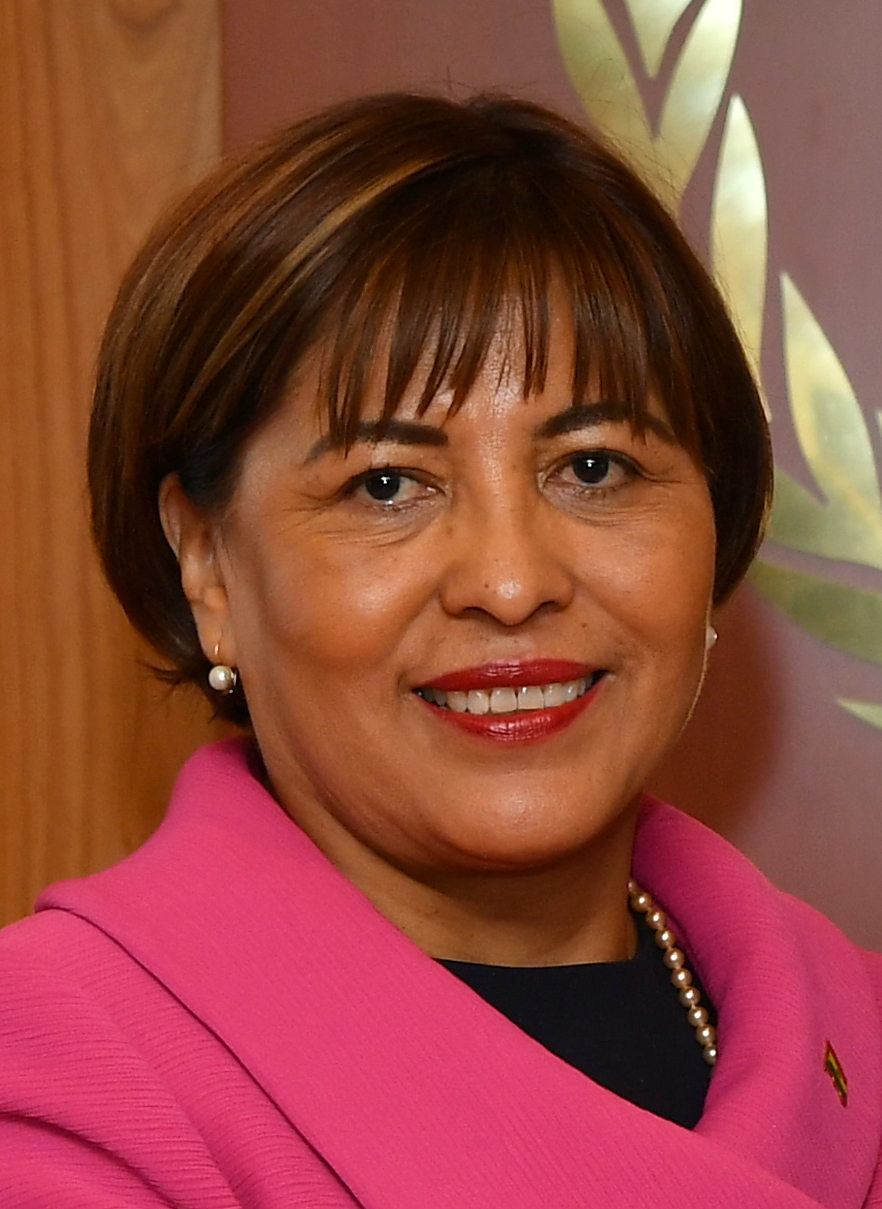
La exministra de Transparencia Institucional y Lucha contra la Corrupción (2006-2015) Nardi Suxo Iturri fue designada como embajadora de Bolivia en España.

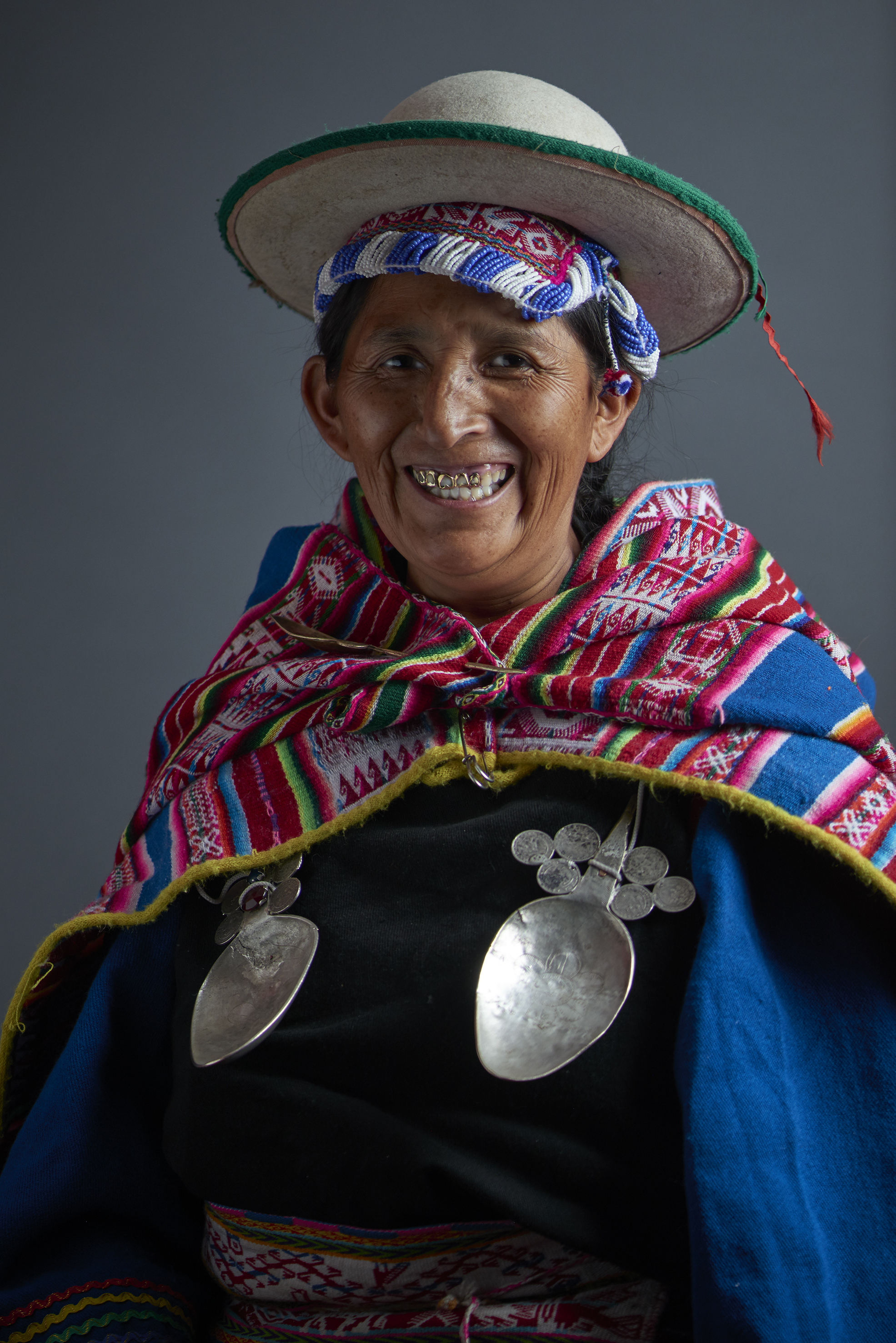
La ex diputada plurinominal (2015-2020) Lidia Patty Mullisaca fue designada como Vicecónsul de Bolivia en la ciudad de La Plata, Argentina.

| Embajadores extraordinarios y plenipotenciarios designados por el Gobierno de Luis Arce Catacora | Embajadores extraordinarios y plenipotenciarios designados por el Gobierno de Luis Arce Catacora | Embajadores extraordinarios y plenipotenciarios designados por el Gobierno de Luis Arce Catacora | Embajadores extraordinarios y plenipotenciarios designados por el Gobierno de Luis Arce Catacora |
| SUDAMÉRICA                                                                                       | SUDAMÉRICA                                                                                       | SUDAMÉRICA                                                                                       | SUDAMÉRICA                                                                                       |
| N.º                                                                                              | Embajada al Mando de                                                                             | Nombre                                                                                           | Enviado a                                                                                        |
| ------------------------------------------------------------------------------------------------ | ------------------------------------------------------------------------------------------------ | ------------------------------------------------------------------------------------------------ | ------------------------------------------------------------------------------------------------ |
| 1.°                                                                                              | Embajador                                                                                        | Jorge Ramiro Tapia Sainz                                                                         | Argentina                                                                                        |
| 2.°                                                                                              | Primer secretario                                                                                | Faleg Valdez Copas                                                                               | Brasil                                                                                           |
| 3.°                                                                                              | Cónsul general                                                                                   | Fernando López Ariñez                                                                            | Chile                                                                                            |
| 4.°                                                                                              | Primer secretario                                                                                | Sergio Dennis Barrios Garnica                                                                    | Colombia                                                                                         |
| 5.°                                                                                              | Embajadora                                                                                       | Segundina Flores Solamayo                                                                        | Ecuador                                                                                          |
| 6.°                                                                                              | Embajador                                                                                        | Mario Cronembold Aponte (destituido)                                                             | Paraguay                                                                                         |
| 7.°                                                                                              | Embajador                                                                                        | Carlos Aparicio Vedia                                                                            | Perú                                                                                             |
| 8.°                                                                                              | Embajador                                                                                        | Estebán Elmer Catarina Mamani                                                                    | Uruguay                                                                                          |
| 9.°                                                                                              | Embajador                                                                                        | Sebastián Rodrigo Michel Hoffmann                                                                | Venezuela                                                                                        |
| CENTROAMÉRICA Y EL CARIBE                                                                        |                                                                                                  |                                                                                                  |                                                                                                  |
| N.º                                                                                              | Embajada al mando de                                                                             | Nombre                                                                                           | Enviado a                                                                                        |
| 10.°                                                                                             | Encargado de Negocios                                                                            | Jaime Mauricio Quiroga Carvajal                                                                  | Costa Rica                                                                                       |
| 11.°                                                                                             | Embajador                                                                                        | Eduardo Pardo (†)                                                                                | Cuba                                                                                             |
| 12.°                                                                                             | Embajador                                                                                        | Palmiro León Soria Saucedo                                                                       | Nicaragua                                                                                        |
| 13.°                                                                                             | Encargado de Negocios                                                                            | Carlos Javier Suárez Cornejo                                                                     | Panamá                                                                                           |
| NORTEAMÉRICA                                                                                     |                                                                                                  |                                                                                                  |                                                                                                  |
| N.º                                                                                              | Embajada al Mando de                                                                             | Nombre                                                                                           | Enviado a                                                                                        |
| 14.°                                                                                             | Embajador                                                                                        |                                                                                                  | Canadá                                                                                           |
| 15.°                                                                                             | Encargado de Negocios                                                                            |                                                                                                  | Estados Unidos                                                                                   |
| 16.°                                                                                             | Embajador                                                                                        | José Vladimir Crespo Fernández                                                                   | México                                                                                           |
| EUROPA                                                                                           |                                                                                                  |                                                                                                  |                                                                                                  |
| N.º                                                                                              | Embajada al Mando de                                                                             | Nombre                                                                                           | Enviado a                                                                                        |
| 17.°                                                                                             | Embajador                                                                                        | Wilfredo Bernardo Ticona Cuba                                                                    | Alemania                                                                                         |
| 18.°                                                                                             | Embajador                                                                                        |                                                                                                  | Austria                                                                                          |
| 19.°                                                                                             | Embajadora                                                                                       | Valeria Denisse Vilaseca Chumacero                                                               | Bélgica                                                                                          |
| 20.°                                                                                             | Embajadora                                                                                       | Nardi Elizabeth Suxo Iturry                                                                      | España                                                                                           |
| 21.°                                                                                             | Embajador                                                                                        |                                                                                                  | Francia                                                                                          |
| 22.°                                                                                             | Embajadora                                                                                       | Sonia Silvia Brito Sandóval                                                                      | Italia                                                                                           |
| 23.°                                                                                             | Embajador                                                                                        | Roberto Calzadilla Sarmiento                                                                     | Países Bajos                                                                                     |
| 24.°                                                                                             | Encargado de Negocios                                                                            | Juan Carlos Crespo Montalvo                                                                      | Reino Unido                                                                                      |
| 25.°                                                                                             | Embajador                                                                                        | María Luisa Ramos Urzagaste                                                                      | Rusia                                                                                            |
| 26.°                                                                                             | Administrativa                                                                                   | Mathilda María Bodekull                                                                          | Suecia                                                                                           |
| 27.°                                                                                             | Embajador                                                                                        |                                                                                                  | Suiza                                                                                            |
| 28.°                                                                                             | Embajadora                                                                                       | Teresa Subieta Serrano                                                                           | Ciudad del Vaticano                                                                              |
| ASIA                                                                                             |                                                                                                  |                                                                                                  |                                                                                                  |
| N.º                                                                                              | Embajada al Mando de                                                                             | Nombre                                                                                           | Enviado a                                                                                        |
| 29.°                                                                                             | Encargado de Negocios                                                                            | Mauricio Belmonte Pijuán                                                                         | China                                                                                            |
| 30.°                                                                                             | Encargado de Negocios                                                                            | Luis Pablo Sebastián Ossio Bustillos                                                             | Corea del Sur                                                                                    |
| 31.°                                                                                             | Embajador                                                                                        |                                                                                                  | India                                                                                            |
| 32.°                                                                                             | Embajadora                                                                                       | Romina Guadalupe Pérez Ramos                                                                     | Irán                                                                                             |
| 33.°                                                                                             | Embajador                                                                                        |                                                                                                  | Japón                                                                                            |
| 34.°                                                                                             | Embajador                                                                                        | Édgar Adolfo Sejas Vera                                                                          | Turquía                                                                                          |
| ÁFRICA                                                                                           |                                                                                                  |                                                                                                  |                                                                                                  |
| N.º                                                                                              | Embajada al Mando de                                                                             | Nombre                                                                                           | Enviado a                                                                                        |
| 35.°                                                                                             | Encargado de Negocios                                                                            | Edwin Rivero Quisbert                                                                            | Egipto                                                                                           |
| ORGANISMOS INTERNACIONALES                                                                       |                                                                                                  |                                                                                                  |                                                                                                  |
| N.º                                                                                              | Embajada al Mando de                                                                             | Nombre                                                                                           | Enviado a                                                                                        |
| 36.°                                                                                             | Embajador                                                                                        | Diego Pary Rodríguez                                                                             | ONU                                                                                              |
| 37.°                                                                                             | Embajador                                                                                        | Héctor Enrique Arce Zaconeta                                                                     | OEA                                                                                              |
| 38.°                                                                                             | Embajador                                                                                        |                                                                                                  | BID                                                                                              |
| 39.°                                                                                             | Embajador                                                                                        |                                                                                                  | FMI                                                                                              |
| 40.°                                                                                             | Embajador                                                                                        |                                                                                                  | OTCA                                                                                             |

## Política cultural
En cuanto a la política cultural, Luis Arce reabrió nuevamente el Ministerio de Culturas y Turismo que el gobierno de Jeanine Áñez Chávez había disuelto en junio de 2020. Pero esta vez, Arce le puso el nombre de Ministerio de Culturas, Descolonización y Despatriarcalización.

### Política arqueológica
El 12 de enero de 2021, el gobierno de Luis Arce presentaba ante el mundo el hallazgo en Bolivia de 45 piezas arqueológicas del Imperio Tiahuanacota que datan aproximadamente del año 300 o del año 400 después de Cristo. Dichas piezas fueron halladas a una profundidad de 30 centímetros bajo la tierra en el Templo de Kalasasaya entre los que se encontraban: vasijas ceremoniales, cuchillos de piedra, restos de orfebrería y algunos huesos de peces ya extintos.

## Aspectos sociales

### Cambios de símbolos
Dirigentes indígenas del oriente boliviano criticaron la ausencia de la bandera de la flor de patujú en las instalaciones de la Cámara de Senadores, en los mástiles de la Plaza Murillo y actos de posesión, la bandera estuvo por primera vez en los actos de la entonces presidenta Jeanine Áñez, no obstante, la flor del patujú está en la banda presidencial que usó el presidente en su toma de posesión. Tras las críticas, el 19 de noviembre de 2020 las autoridades restituyeron la bandera en actos protocolares del Estado. Bajo el gobierno de Luis Arce se recuperó la Casa Grande del Pueblo como edificio gubernamental, dejando al antiguo Palacio Quemado como museo.

## Política de Defensa

### Desideologización política de las Fuerzas Armadas
En cuanto a la defensa nacional, una vez apenas asumido la presidencia constitucional, Luis Arce Catacora decidió dar continuidad a la gradual "desideologización política" de la institución castrense (que había comenzado ya a partir de noviembre de 2019 con el Gobierno de Jeanine Áñez Chávez), la cual eliminó de las Fuerzas Armadas de Bolivia el grito de arenga cubano: "¡Patria o Muerte! ¡Venceremos!" que había sido impuesto a la institución castrense a partir del mes de marzo del año 2010 durante el segundo gobierno de Evo Morales Ayma y su ministro de defensa Rubén Saavedra Soto.
Cabe recordar que dicha consigna cubana fue utilizada y popularizada por primera vez en Cuba por Fidel Castro y Ernesto "Che" Guevara en el año 1960 (luego del triunfo de la Revolución cubana de 1959) y que luego sería implantada tiempo después en las Fuerzas Armadas de Venezuela por órdenes de Hugo Chávez Frías. Este grito de guerra cubano estaría también vigente en Bolivia durante toda la década de 2010 (desde 2010 hasta 2019) cuando finamente se decidió eliminarlo para evitar que las Fuerzas Armadas caigan otra vez en la peligrosa politización como ya había ocurrido anteriormente después de la Revolución Nacional de 1952, cuando una vez ya en el poder, el partido político del Movimiento Nacionalista Revolucionario (MNR) trató de politizar y someter a su ideología a las Fuerzas Armadas durante 12 años, pero que al final viendo humillada su institucionalidad por el partido gobernante de turno, estas se vengaron del MNR derrocándolo del poder mediante un golpe de Estado en 1964, dando comienzo de esa manera al periodo de dictaduras militares en Bolivia que duraría 18 largos años, empezando en 1964 y terminando recién en 1982 con el retorno de la democracia al país.

## Controversias

### Corrupción
Las controversias generadas durante su gobierno, entre otras, han sido las siguientes:

### Casos de Nepotismo

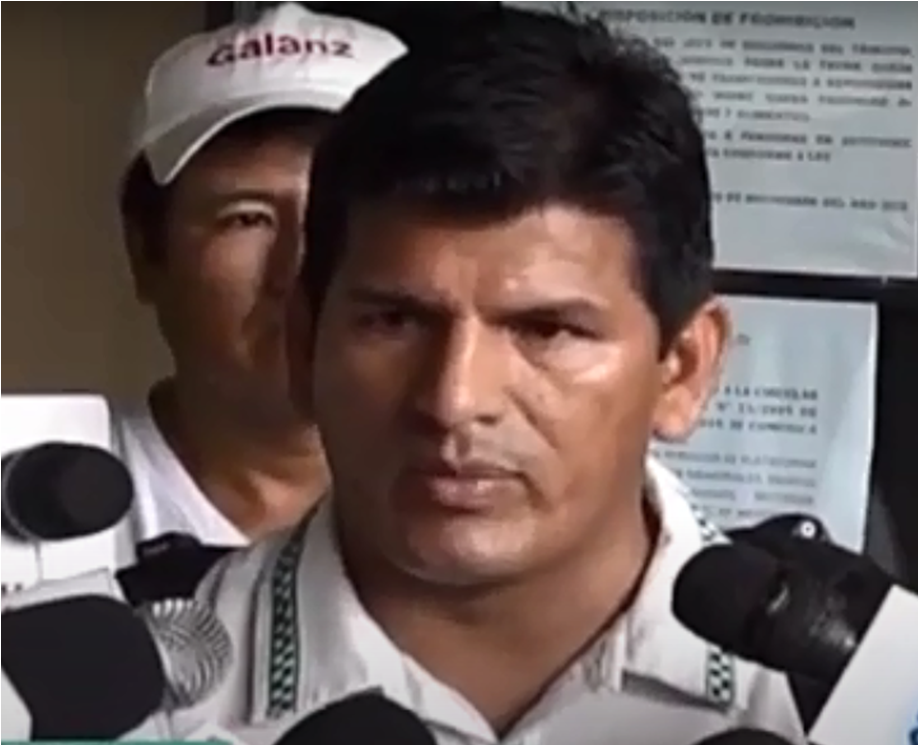
El primer ministro en ser destituido del gabinete de Luis Arce, fue el dirigente sindical Wilson Cáceres Cárdenas perteneciente al sector de los interculturales (excolonizadores), por haber cometido el delito de nepotismo al haber colocado a un familiar suyo (su esposa) como jefa de gabinete del ministerio. Apenas estuvo 22 días en el alto cargo ministerial.

Una vez apenas iniciado el gobierno de Luis Arce, en noviembre de 2020, los diferentes medios de comunicación, sacaron a la luz pública la noticia de que el entonces ministro de Desarrollo Rural y Tierras Wilson Cáceres Cárdenas había cometido el delito de nepotismo, pues este había designado a su esposa en el cargo público de jefa de gabinete en el ministerio.
A pesar de que Cáceres lo negó rotundamente y mencionaba que no era su esposa sino que era su exnovia, igualmente fue destituido de su alto cargo ministerial el 1 de diciembre de 2020 por el mismo presidente Luis Arce Catacora, quien lo reemplazó por el ingeniero cruceño Edwin Characayo (el cual tampoco estaría por mucho tiempo) y a la vez Arce exigió a los 17 ministros que conforman su gabinete ministerial a «cumplir con sus funciones pero siempre en el marco de los principios y valores de la ética y la moral».

### Vacunaciones VIP indebidas
El 3 de marzo de 2021, un militar perteneciente a las Fuerzas Armadas de Bolivia se hizo vacunar indebidamente en el hospital de la Corporación del Seguro Social Militar (Cossmil), pues cabe recordar que hasta esa  fecha, en Bolivia solamente se estaba vacunando al personal de salud de primera línea. El ministro de Defensa Edmundo Novillo Aguilar calificó este hecho como «indignante», mencionando también que «No es posible que este tipo de hechos vengan a ocurrir aquí en Bolivia». A su vez, ordenó una profunda investigación y sanciones administrativas e incluso penales contra dicho militar.
Pasado los tres meses después, el 13 de junio de 2021, los diferentes medios de comunicación sacaron a la luz pública que Evaliz Morales Alvarado (de apenas 26 años de edad e hija del expresidente Evo Morales Ayma) se saltó el rango de edad y se hizo vacunar el 24 de mayo de 2020 con la dosis de Sputnik V, cuando para esa fecha en Bolivia todavía se estaba vacunando recién a las personas mayores de 50 años de edad. Ante esta situación irregular, la viceministra de Promoción, vigilancia epidemiólogica y medicina tradicional María Renee Castro señalaba que «No se puede permitir que haya instituciones que vacunen a personas fuera de rango» y mencionó que la Autoridad de Supervisión de la Seguridad Social (ASUSS) tomará cartas en el asunto sobre la vacunación indebida de Evaliz Morales Alvarado. Este grave hecho irregular generó duras críticas hacia el gobierno de Luis Arce Catacora por parte de la oposición política así como también de varios sectores de la sociedad boliviana, pues cuestionaron el privilegio que tenía Evaliz Morales al recibir la vacuna por ser simplemente la hija de Evo Morales cuando, sin embargo, otros jóvenes de su misma edad (veinteañeros) estaban muriendo a causa del COVID-19 por no poder acceder a la vacunación, debido a su edad.
Pocos días después, salió también a la luz pública que Andriana Paola Omonte Tames de 34 años de edad y esposa del ministro de Gobierno Carlos Eduardo del Castillo del Carpio también se hizo vacunar indebidamente en la ciudad de El Alto con la dosis de Astrazeneca el 14 de junio de 2020, cuando todavía el rango de edad para esa fecha era solamente de 40 años en adelante. Asimismo, se conoció también que la hijas del fiscal general del Estado Juan Lanchipa, se hicieron vacunar indebidamente. Una de ellas, Liz Pamela Lanchipa Ramírez de 37 años de edad se vacunó en la ciudad de Sucre con la dosis de Pfizer y la otra Roxana Pamela Lanchipa Ramírez de 32 años de edad se hizo vacunar en la ciudad de La Paz con la dosis de Sinopharm, ambas sin estar aún en el rango de edad como corresponde. Estas vacunaciones irregulares fueron aprovechadas por la oposición política (Comunidad Ciudadana y Creemos) para criticar  nuevamente al gobierno de Luis Arce, así como también varios sectores de la sociedad boliviana en general.
En respuesta a estas críticas, el 20 de junio de 2020, el Ministerio de Salud eliminó los datos de las personas vacunadas en todo el país, los cuales se encontraban en el Registro Nominal de Vacunación Electrónica (RNVE) del Sistema Único de Salud (SUS) en la página web oficial del ministerio, suprimiendo de esa manera la transparencia institucional que debe existir en cuanto al plan de vacunación gubernamental en cada país.

### Conflicto limítrofe entre Oruro y Potosí
En julio de 2021, volvió a resurgir nuevamente el antiguo conflicto colonial limítrofe entre el Departamento de Oruro y el Departamento de Potosí a raíz de la quema de 8 domos de la empresa privada de turismo Kachi Lodge que se habían instalado en el denominado "Salar de Uyuni" (según los potosinos) y "Salar de Thunupa" (según los orureños).

### Los"Arcistas", los"Evistas"y los"Choquehuanquistas"
A partir del año 2021, dentro del partido político del Movimiento al Socialismo (MAS-IPSP) empezaron a surgir y aparecer "dos diferentes alas de masistas" y entre ellas están los "Arcistas" (seguidores del presidente Luis Arce Catacora) y los "Evistas" (seguidores del expresidente Evo Morales Ayma). Cabe mencionar que los politólogos bolivianos han identificado también el surgimiento de una tercera ala de ideología más indigenista dentro del MAS-IPSP y la cual serían los "Choquehuanquistas" (seguidores del vicepresidente David Choquehuanca Céspedes). Con el tiempo los arcistas y choquehuanquistas demostraron mantenerse unidos ante diferentes crisis políticas defendiendo la gestión de Arce-Choquehuanca y buscando la renovación de liderazgo en el partido, la cual estaba liderada desde 1997 por el expresidente Evo Morales, por ello esta facción se empezó a denominar como el «bloque renovador» en contra posición de los "Evistas"  denominados como los «radicales» que defienden el liderazgo de Morales y buscan su reelección.
En la Historia de Bolivia, este fenómeno no es nada nuevo pues cabe recordar que ya desde el siglo XIX empezaron a surgir diferentes alas que seguían a uno y otro caudillo en la vida política de Bolivia y entre ellos están los "Crucistas" que eran seguidores del mariscal Andrés de Santa Cruz Calahumana (1829-1839), los "Ballivianistas" seguidores del mariscal José Ballivián (1841-1847), los "Belcistas" seguidores del presidente Manuel Isidoro Belzu (1848-1855), los "Linaristas" seguidores del presidente José María Linares (1857-1861), los "Melgarejistas" seguidores del presidente Mariano Melgarejo (1864-1871), los "Pazestensoristas" seguidores del presidente Víctor Paz Estenssoro (1952-1956, 1960-1964 y 1985-1989), los "Silistas" seguidores del presidente Hernán Siles Suazo (1956-1960 y 1982-1985), los "Banzeristas" seguidores del presidente Hugo Banzer Suárez (1971-1978 y 1997-2001), así como los "Guevaristas" seguidores de Walter Guevara o los "Lechinistas" de Juan Lechin Oquendo durante la década de 1950 y la década de 1960.